# Rejnok cortézský
Rejnok cortézský (Raja cortezensis) je paryba z čeledi rejnokovití (Rajidae).
Druh byl popsán roku 1988 ichtyology J. D. McEachranem a K. A. Dunnem.

## Popis a výskyt
Maximální délka ryby je 39 cm.
Kosočtverečné zploštělé tělo hnědé barvy s malými tmavými skvrnami na hřbetu. Spodní část těla bledá.
Jedná se o endemický vejcorodý druh z Kalifornského zálivu. Žije na dně.